# Caa
Caa (en griego, Χάας) es el nombre de una antigua ciudad griega de Élide.
Estrabón señala que se encontraba cerca de Lépreo, en la llanura Epasia. Cerca se ubicaba la supuesta tumba de Yárdano. El geógrafo comenta que algunos eran de la opinión que Caa el lugar donde debía situarse el relato que Homero hace en la Ilíada de la guerra entre pilios y arcadios.